# Дунавци (област Стара Загора)
Вижте пояснителната страница за други значения на Дунавци.
Дунавци е село в Южна България. То се намира в община Казанлък, област Стара Загора.

## География
Село Дунавци се намира на около 10 км западно от град Казанлък в подножието на Стара планина. В него има насаждения на овощни дръвчета и рози. През селото преминава река, наречена Бейкена. Гара на Подбалканската жп линия София-Карлово-Тулово-Бургас.
Южно от селото е разположен язовир Копринка.

## История

### Легенда за името на селото
След Освобождението село Дунавци било с разбити и кални улици. По това време, селото се казвало Баслии, на името на турския владетел по онова време – бей Баясъл. В селото имало сватба. Докато вървели по изкаляните от дъжда улици, сватбарите се изцапали и кумът, който бил от Северна България, крайно възмутен възкликнал: „Това село да не го е заляла река Дунав, че е толкова кално?!“. Оттогава, местното население приело наименованието Дунавци за име на селото.

## Население
Численост
Численост на населението според преброяванията през годините:
| \| Година на преброяване \| Численост \| \| --------------------- \| --------- \| \| 1934 \| 865 \| \| 1946 \| 910 \| \| 1956 \| 890 \| \| 1965 \| 812 \| \| 1975 \| 889 \| \| 1985 \| 784 \| \| 1992 \| 705 \| \| 2001 \| 725 \| \| 2011 \| 584 \| \| 2021 \| 577 \| |           |
| Година на преброяване | Численост |
| 1934 | 865       |
| 1946 | 910       |
| 1956 | 890       |
| 1965 | 812       |
| 1975 | 889       |
| 1985 | 784       |
| 1992 | 705       |
| 2001 | 725       |
| 2011 | 584       |
| 2021 | 577       |

#### Преброяване на населението през 2011 г.
Численост и дял на етническите групи според преброяването на населението през 2011 г.:
|                     | Численост | Дял (в %) |
| Общо                | 584       | 100,00    |
| Българи             | 407       | 69,69     |
| Турци               | 130       | 22,26     |
| Цигани              | 31        | 5,30      |
| Други               | 0         | 0,00      |
| Не се самоопределят | 0         | 0,00      |
| Неотговорили        | 16        | 2,73      |

## Обществени институции
- Народно читалище „Светлина – 1904“. Основано на 22 февруари 1904 г., по инициатива на учителя Минчо Лилов.

## Културни и природни забележителности
В центъра на село Дунавци се намира композицията „Дунавци“, която изобразява извор на две реки, вливащи се в една. Има плоча в памет на загиналите в Балканската война, Първата и Втората световни войни.
Иконите в църквата „Свети Димитър“ са дело на видния дебърски зограф Христо Благоев, който от 1908 до края на живота си в 1947 година е свещеник в селото.

## Редовни събития
- Всяка година на Сирни Заговезни местното население взема участие в един традиционен български празник – Кукери. Групата е доста добра – има няколко регионални награди и е канена от различни краища на България.
- 26 октомври (Димитровден) е празник на селото. Организира се тържество, на което вземат участие всички жители на село Дунавци.